# Три Могили (Пловдивська область)
Три Моги́ли (болг. Три могили) — село в Пловдивській області Болгарії. Входить до складу общини Асеновград.

## Населення
За даними перепису населення 2011 року у селі проживала 41 особа, з них 40 осіб (97,6%) — турки.
Розподіл населення за віком у 2011 році:
Динаміка населення: